# Вистбака, Раймо
Раймо Вистбака (фин. Raimo Vistbacka; род. 19 октября 1945, Каухава, Вааса) — государственный и политический деятель Финляндии. Первый председатель партии Истинные финны, с 1987 по 2011 год является депутатом эдускунта от области Вааса.

## Биография
Родилась 19 октября 1945 года в финляндском городе Каухава, область Южная Остроботния. Раймо Вистбака имеет степень магистра юриспруденции и был начальником сельской полиции в Алаярви с 1982 по 1996 год. В 1987 году был впервые избран в эдускунту от Финской аграрной партии. 
В 1995 году была основана партия Истинные финны и Раймо Вистбака стал её первым председателем, уступив в 1997 году должность Тимо Сойни. В 2017 году в партии произошёл раскол: 20 членов фракции, в том числе Раймо Вистабака, сформировали новую фракцию под названием «Новая альтернатива», а затем на основе «Новой альтернативы» была сформирована новая партия Синее будущее.